# Гніздо (фільм, 1927)
«Гніздо» (англ. The Nest) — американська драма режисера Вільяма Ная 1927 року.

## Сюжет
Мати дізнається, що її дочка Сьюзен виходить заміж за нестерпного соціального альпініста. Вже в жаху від цієї ідеї, вона також дізнається, що її син Мартін пішов у злочинне життя. Вона вирішує вирушити до Парижа, щоб забути про свої внутрішні проблеми.

## У ролях
- Полін Фредерік — місіс Гамільтон
- Герберт Голмс — Річард Елліот
- Томас Голдинґ — Арчер Гамільтон
- Рут Двайєр — Сьюзен Гамільтон
- Реджинальд Шеффілд — Мартін Гамільтон
- Роллан Фландер — Монро
- Джин Екер — Белла Медісон
- Вілфред Лукас — Говард Гарді